# Doulouche
La Doulouche est une rivière française, en région Auvergne-Rhône-Alpes, dans le département de l'Isère, affluent droit de la Bourne, et donc, sous-affluent de l'Isère et du Rhône.

## Géographie
D'une longueur de 6,5 km , la rivière se présente, dans l'ensemble de son parcours, sous la forme d'un torrent au débit fluctuant selon les saisons. Elle prend sa source au niveau du Col de Romeyère (1 068 m), situé dans le Massif du Vercors. 
Elle s'écoule ensuite, selon une ligne quasi droite dans un axe nord-sud dans le val de Rencurel, avant de rejoindre la Bourne, au hameau de la Balme-de-Rencurel, à la limite du territoire de la commune avec la commune voisine de Saint-Julien-en-Vercors

### Commune traversée
Le Doulouche s'écoule sur le territoire d'une seule commune : Rencurel, commune située dans le canton du Sud Grésivaudan.

### Géologie
La vallée de la Doulouche (dénommée également val de Rencurel), qui s'étend sur le territoire communal depuis le col de Romeyère jusqu'aux gorges de la Bourne, est une combe monoclinale, à remplissage datant du Miocène et qui se rattache au flanc oriental de l'anticlinal des Coulmes. Cette combe dite molassique représente le dernier prolongement septentrional du synclinal médian du Vercors. Cependant, dans ce secteur précis, la combe est limitée à l'est par un mouvement tectonique dénommé le « chevauchement de Rencurel » et dont la présence a rompu le flanc est du synclinal.

## Affluents
En raison d'un terrain environnant de nature calcaire et donc sujet aux infiltrations, la Doulouche ne présente pas d'affluents notables.

### Rang de Strahler
En conséquence, son rang de Strahler est de un.

## Aménagement et écologie
Le site de  la Vallée fossile des Rimets, située à proximité de la Doulouche, présente un intérêt majeur du point de vue géologique. En 2014, celle-ci a été est classée « trois étoiles » à l'« Inventaire du patrimoine géologique ».